# 2020년 하계 올림픽 크로아티아 선수단
2020년 하계 올림픽 크로아티아 선수단은 2021년 일본 도쿄에서 열린 2020년 하계 올림픽에 참가한 올림픽 크로아티아 선수단이다.
크로아티아는 2020년 도쿄 하계 올림픽에 출전했다. 원래 2020년 7월 24일부터 8월 9일까지 열릴 예정이었던 올림픽은 코로나19 범유행으로 인해 2021년 7월 23일부터 8월 8일로 연기되었다. 이는 크로아티아가 하계 올림픽에 8회 연속 출전한 것이었다.
59명의 선수로 구성된 크로아티아 선수단은 1992년 바르셀로나 대회 이후 가장 작은 대표단으로 2021년 7월 5일에 명명되었다.

## 출전 선수
| 종목   | 남자 | 여자 | 전체 |
| ------ | ---- | ---- | ---- |
| 육상   | 1    | 6    | 7    |
| 복싱   | 1    | 1    | 2    |
| 카누   | 1    | 2    | 3    |
| 사이클 | 1    | 0    | 1    |
| 체조   | 1    | 1    | 2    |
| 유도   | 0    | 3    | 3    |
| 가라테 | 1    | 0    | 1    |
| 조정   | 3    | 0    | 3    |
| 요트   | 3    | 1    | 4    |
| 사격   | 3    | 1    | 4    |
| 수영   | 1    | 1    | 2    |
| 탁구   | 3    | 0    | 3    |
| 태권도 | 2    | 2    | 4    |
| 테니스 | 4    | 2    | 6    |
| 수구   | 13   | 0    | 13   |
| 레슬링 | 2    | 0    | 2    |
| 전체   | 40   | 20   | 60   |

## 같이 보기
- 올림픽 크로아티아 선수단